# Стилобат
Стилобат је архитектонски израз за стубно подножје или платформу на којој се налазе стубови (под храма у класичној архитектури).  Стилобат се обично састоји од непарног броја степеница (најчешће три).  По неким дефиницијама стилобат се односи само на задњу степеницу пода храма док се ријеч стереобат користи да се опише остале степенице у цјелини.